# Isodontia cellicula
Isodontia cellicula là một loài côn trùng cánh màng trong họ Sphecidae, thuộc chi Isodontia. Loài này được Li and Yang miêu tả khoa học đầu tiên năm 1996.